# 透明な孤独
透明な孤独（とうめいなこどく 英:Limpid Solitude）は、現代音楽家でトランペット奏者である曽我部清典によるセカンドアルバム。

## 概要
実験的な演奏グループであるムジカ・プラクティカのトランペット奏者として、あるいはグリッサンドの可能なスライド付きトランペット「ゼフィロス（Zephyros）」の開発者としても知られる曽我部が新たなトランペットの表現の拡張を目指した2枚目のアルバムであり、ここではソロ作品以外のトランペットや打楽器のパートも多重録音を使い、すべて曽我部が一人で演奏、制作している。レコード芸術誌において特選となるなど高い評価を受けた。

## 収録曲
1. ファンファンファーレン12（1'30） 
  - 作曲:マウリシオ・カーゲル
2. eco lontanissima V（12'38）
  - 作曲:田中吉史
3. ファンファンファーレン4（1'18） 
  - 作曲:マウリシオ・カーゲル
4. 4つの小品（Quatro Pezzi）（9'31） 
  - 作曲:ジャチント・シェルシ
5. ファンファンファーレン9（1'41） 
  - 作曲:マウリシオ・カーゲル
6. 龍安寺（20'56） 
  - 作曲:ジョン・ケージ
7. ファンファンファーレン11（1’14） 
  - 作曲:マウリシオ・カーゲル
8. 雲の墓標（5'59）
  - 作曲:成本理香
9. ファンファンファーレン7（1’37） 
  - 作曲:マウリシオ・カーゲル
10. OLD/NEW（1'40） 
  - 作曲:マウリシオ・カーゲル
11. ファンファンファーレン1（0'37）
  - 作曲:マウリシオ・カーゲル